# Joakim Jensen
Joakim Jensen er en pensioneret norsk professionel ishockeyspiller, der tilbragte det meste af sin karriere hos  Storhamar af den norske GET-ligaen . Han kommer fra Baie-Comeau (QMJHL). Forældreklubben er Manglerud/Star. Jensen scorede det overtidsspilvindende mål mod  Sparta i det længste professionelle ishockeyspil nogensinde, kamp 5 i  2016–17 kvartfinalen.